# Leonardo Obeid
Leonardo Obeid (1907-1986) fue un político, médico y profesor argentino, intendente municipal de la ciudad de Córdoba entre 1954 y 1955.

## Biografía
Nacido en 1907 en la ciudad de Córdoba en una familia de origen libanés, en 1931 obtuvo el título de médico cirujano y, años después, el de doctor en Medicina. Ejerció en el Hospital de Niños de Córdoba, además de hacerlo de manera particular, y dirigió el servicio médico de la Cárcel Penitenciaria. En la década de 1940 estuvo a cargo de la Escuela Práctica de la Universidad Nacional de Córdoba y luego de la Dirección de Ayuda Social perteneciente a la misma. Además, fundó la Escuela de Salud Pública.
Adhirió en un principio a la Unión Cívica Radical e integró el grupo de dirigentes que, pertenecientes a ese partido, en 1945 se sumó al movimiento que a nivel nacional encabezaba Juan Domingo Perón. En 1946 fue elegido diputado nacional en representación de la provincia de Córdoba por el radicalismo renovador (que luego integró el Partido Peronista), cargo que ocupó durante dos años.
En 1954, tras la renuncia de Manuel Martín Federico, el gobierno provincial, en la persona de Raúl F. Lucini, lo designó intendente municipal de la ciudad de Córdoba, cargo que asumió el 3 de diciembre. La designación se realizaba de esa manera en virtud de la reforma de la constitución provincial de 1949.
Obeid proyectó la apertura de una avenida diagonal, ideando su trazado desde la esquina de Av. Gral. Paz y calle 9 de Julio hasta el sitio donde, en ese entonces, se estaba construyendo el Palacio Municipal, cuya habilitación, inicialmente planificada para 1956, se vio retrasada producto del golpe militar que derrocó al gobierno nacional el 16 de septiembre de 1955, día en que Obeid debió abandonar por la fuerza la intendencia, instaurándose la dictadura autodenominada Revolución Libertadora.
Se desempeñó como delegado del Círculo de Legisladores de la provincia de Córdoba y como vicepresidente del Jockey Club. Fue titular de la cátedra de Higiene y Medicina Social de la Universidad Nacional de Córdoba entre 1973 y 1976 y, durante la dictadura militar iniciada ese año, integró el Consejo Nacional Justicialista en calidad de secretario, siendo también congresal provincial y nacional.
Falleció el 22 de agosto de 1986. Debido a su intensa labor en fomentar la salud pública, en 2013 se impuso el nombre de Obeid a la Escuela de Salud Pública provincial.